# Гематит

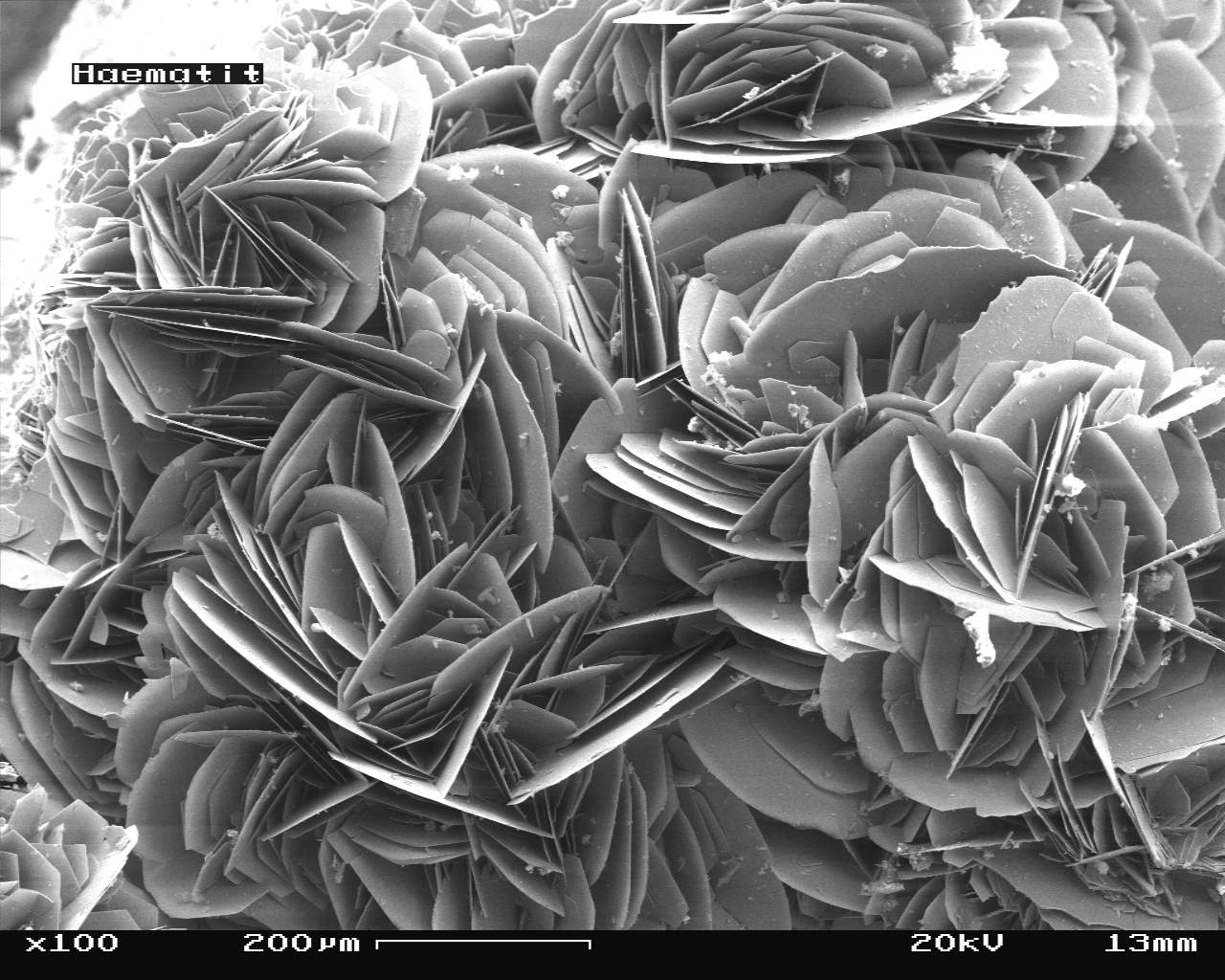
Вид гематиту через скануючий електронний мікроскоп — побільшенний 100x

Гемати́т (староукраїнська назва — желізовець) — це:
1. чорний мінерал класу оксидів та гідроксидів;
2. низькофосфористий (до 0,1 %) ливарний чавун, що його виплавляють переважно з червоного залізняку.

## Гематит— мінерал
«Гематит» з грецької — «кривавий камінь» (від грецького слова кров αἷμα (гайма)). Ця назва походить від властивого йому червоного кольору деяких різновидів гематиту та фарб, виготовлених із нього.

### Історія
Напис червоною крейдою на цьому мінералі був одним з найперших в історії людства. Порошкоподібний мінерал вперше був використаний 164 000 років тому людиною з Піннакл-Пойнт, можливо, з соціальною метою. Залишки гематиту також знаходять у могилах віком 80 000 років. Поблизу Ридно в Польщі та Ловаса в Угорщині були знайдені шахти червоної крейди, які датуються 5000 р. до н. е., що належать до культури лінійної кераміки на Верхньому Рейні.
На острові Ельба знайдено багаті поклади гематиту, які добували ще з часів етрусків.
Одні з найдавніших розробок гематиту (червоного залізняку) засвідчені у Есватіні (т. зв. «Левова печера») і датовані 41-м тисячоліттям до н. е. Залишки численних ямних розробок гематиту виявлені на території Франції та Угорщини (вік — близько 35 тис. років). Цей «кривавий камінь» видобували в епоху каменю для виготовлення мінеральної фарби, яку широко застосовували для проведення магічних та обрядових дій протягом багатьох тисячоліть. Зокрема, в період неоліту в Південно-Східній Європі поширеним був обряд поховань з покриттям небіжчиків шаром червоної вохри, що потребувало значних обсягів видобутку гематиту. Можна вважати, що видобуток перших руд (пірит, гематит) розпочався 40–45 тис. років тому, і хоча їх використання не було пов'язане з отриманням металів, пошук матеріалів відмінних від традиційного каменю, відкривав нові можливості використання земних багатств.

### Загальний опис
Поширений мінерал класу оксидів та гідроксидів. Група гематиту. Формула: Fe2O3.
Сингонія тригональна.
Густина 4,3–5,2.
Твердість 5,5–6.

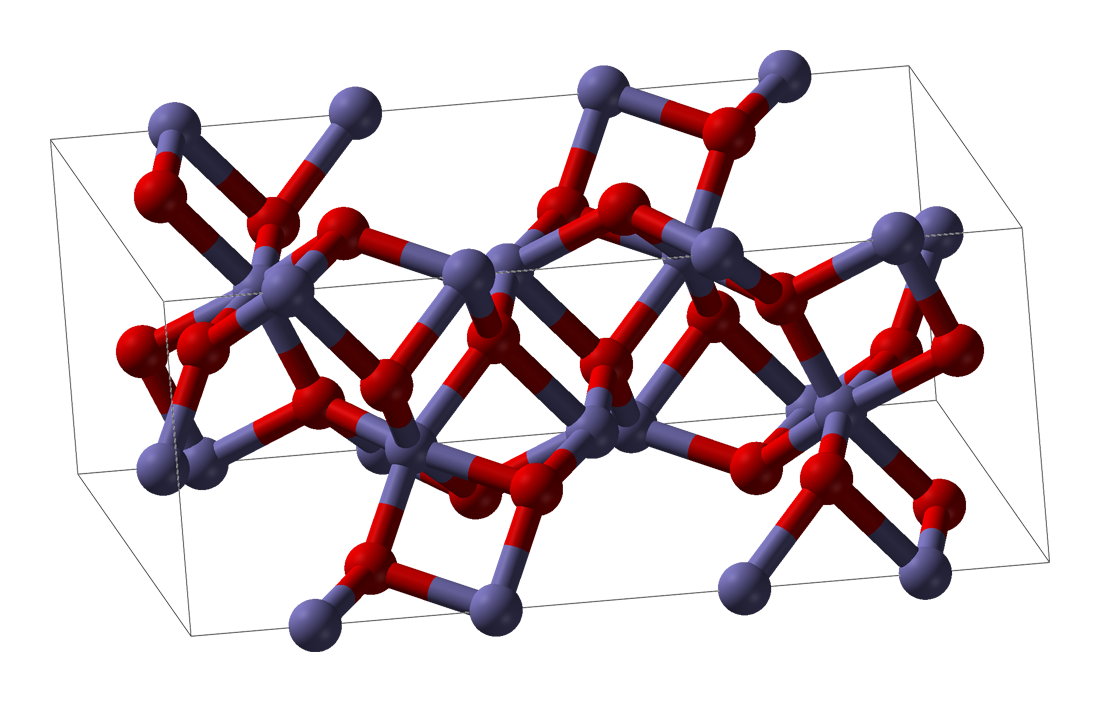
Кристалічна структура гематиту

Кристали пластинчасті, ромбоедричні, таблитчасті, звичайно в суцільних, щільних, прихованокристалічних, листуватих, лускуватих, а також землистих агрегатах. Колір кристалічних різновидів — залізо-чорний, землистих — яскраво-червоний. Блиск напівметалічний. Риса вишнево-червона.
Спайність відсутня.
Злом переважно напівраковистий. Прихованокристалічні різновиди мінералу на зламі мають нерівно-зазубрену поверхню, кристалічні різновиди — східчасто-раковисту або напівраковисту.
Крихкий.
Немагнітний.
Утворює щільні або пухкі псевдоморфози гематиту за магнетитом — мартит.
Гематит — звичайний мінерал скарнових родовищ.
Відомий також у багатьох гідротермальних родовищах: високотемпературних — з магнетитом, хлоритом, кальцитом; середньотемпературних — із сидеритом, баритом.
Асоціація: ільменіт, рутил, магнетит (метаморфічний і магматичний); гетит, сидерит,
лепідокрокіт (осадовий).
Для збагачення гематитових руд застосовують комбіновані схеми, що охоплюють гравітаційний і флотаційний методи.

## Утворення і поширення
Утворюється в оксидних умовах у родовищах і гірських породах різних генетичних типів. Зокрема:
- при метаморфізмі гірських порід, що містять лімоніт;
- у контактово-метаморфічних умовах є продуктом контакту вапняків з гідротермальними розчинами, що виходять із магматичних вогнищ;
- при окисненні магнетиту у верхніх шарах магнетитових родовищ;
- при хімічному вивітрюванні серпентинітів і магматичних порід;
- як виділення з гідротермальних розчинів;
- при вулканічній діяльності є наслідком взаємодії водяної пари і хлорного заліза. Такий гематит осідає на поверхні вулканічних лав або на стінках кратерів;
- поширений цемент в осадових породах, входить до складу оолітових утворень заліза.

Поширення: Ґоттардський масив (гірський масив у Швейцарії в межах чотирьох кантонів Граубюнден, Тічино, Урі та Вале); територія комуни Окна-де-Ф'єр (Румунія); муніципалітети Ріо-Маріна та Альба (Італія); графство Камбрія (Англія); штат Мінас-Жерайс (Бразилія); район Куруман Капської провінції (ПАР); Надора; вілаєт Тіпаза (Алжир); США (гірський хребет Томас (штат Юта), район міста Кварцсайт округу Ла-Пас штату Аризона), Україна (Криворізький залізорудний басейн).
Космічними апаратами NASA Mars Global Surveyor, Mars Odyssey та марсоходом Opportunity гематит виявлений на Марсі.

### Гематит на Марсі

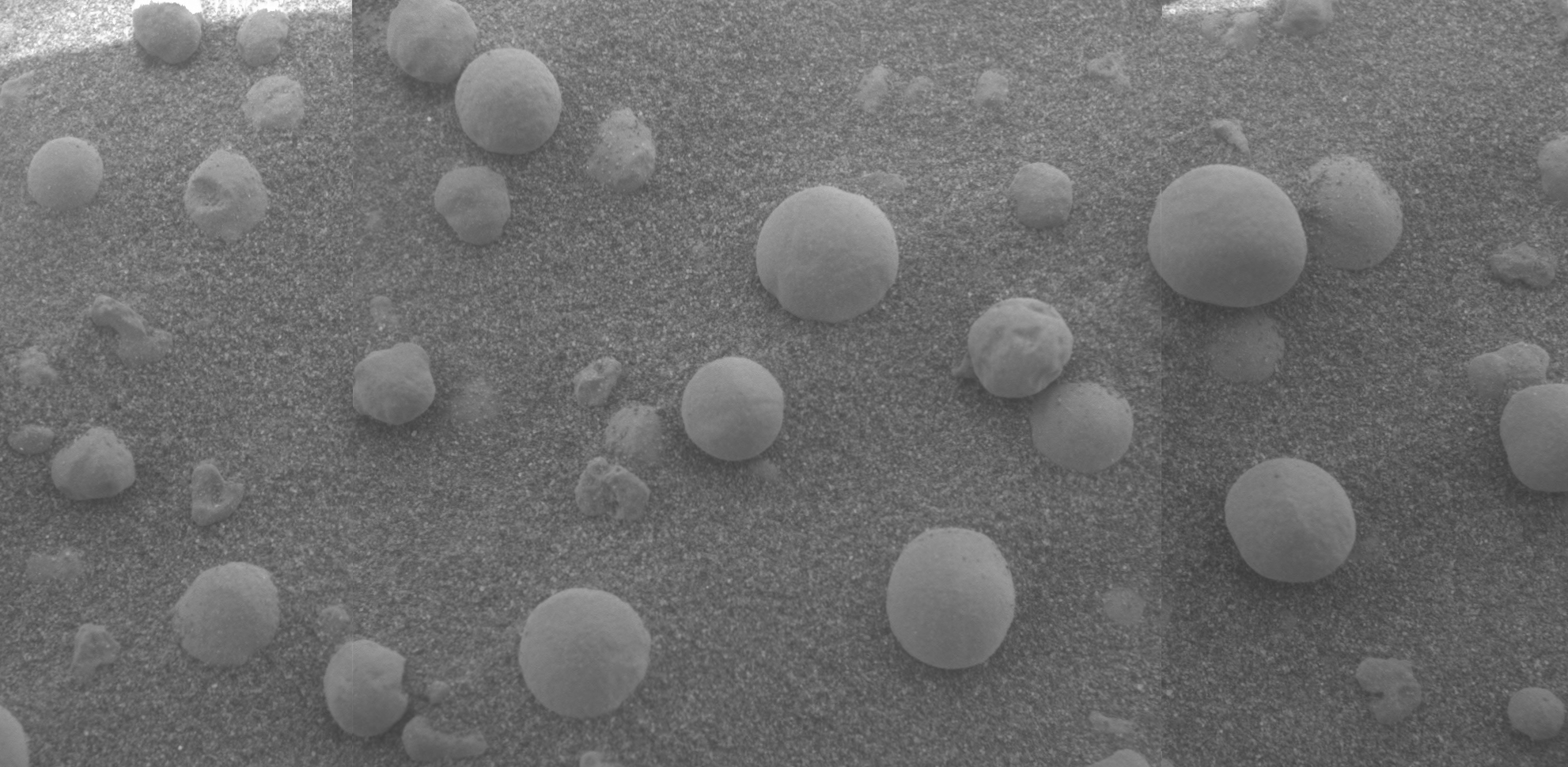
Мозаїка зображення з мікроскопічної камери Mars Exploration Rover показує гематит сферули, частково вбудований у скелю на місці посадки Opportunity. Розмір зображення приблизно 5 см (2 дюйми) у поперечнику.

Спектр гематиту був помічений на планеті Марс за допомогою інфрачервоного спектрометра на космічних кораблях NASA Mars Global Surveyor і 2001 Mars Odyssey на орбіті навколо Марса. Мінерал був помічений у великій кількості в двох місцях на планеті, у Терра Меридіані, поблизу марсіанського екватора на 0° довготи, і в Арамському Хаосі біля Долини Марінера. Кілька інших місць також показали гематит, наприклад Aureum Chaos. Оскільки земний гематит зазвичай є мінералом, що утворюється у водному середовищі або шляхом зміни води, це виявлення було досить цікавим з наукової точки зору, що другий із двох марсоходів Mars Exploration Rover було відправлено на місце в регіоні Терра Меридіані, позначене як Плато Меридіана. Дослідження на місці марсоходом Opportunity показали значну кількість гематиту, більша частина якого у формі маленьких «марсіанських сфер», які вчені неофіційно назвали «чорницею». Аналіз показує, що ці сферули, очевидно, є конкреціями, утвореними з водного розчину. «Знання того, як утворився гематит на Марсі, допоможе нам охарактеризувати минуле середовище та визначити, чи було це середовище сприятливим для життя».

### Різновиди
Розрізняють:

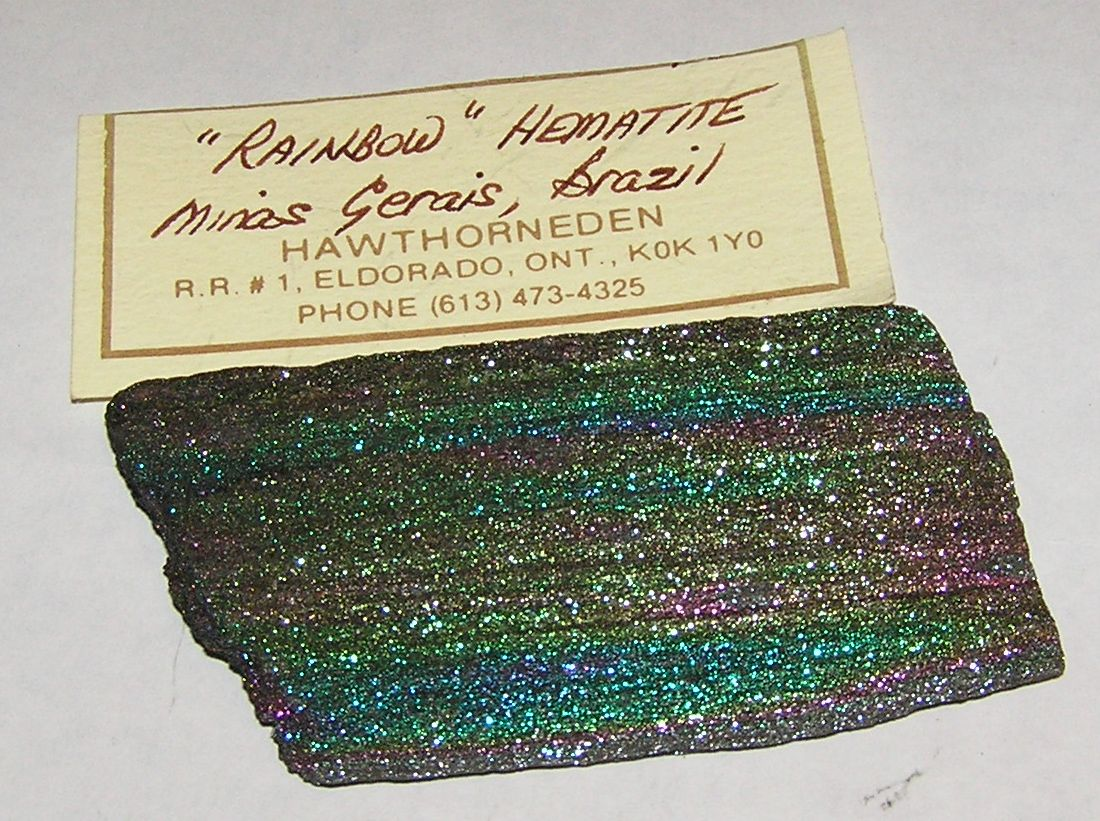
Дрібнозернистий гематит з Бразилії

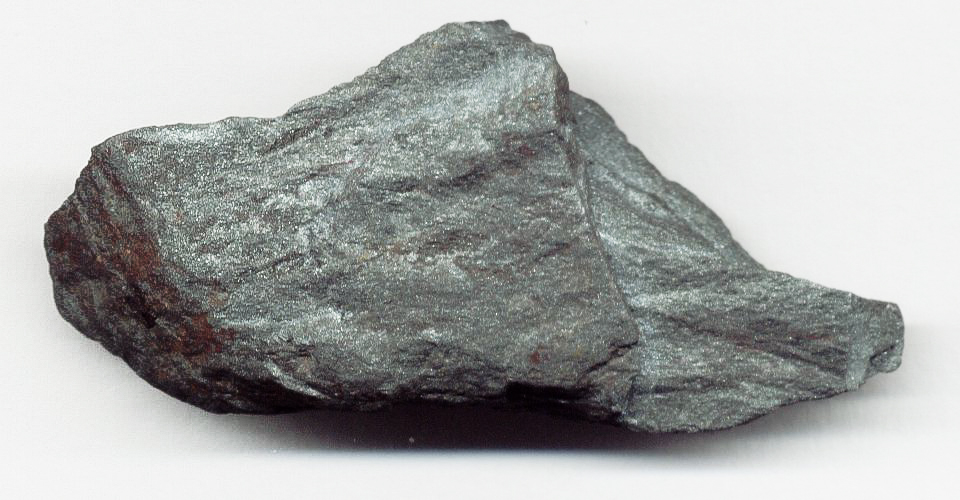
Зразок гематиту з бразилійських копалень

- гематит бурий (гематит, частково заміщений лімонітом);
- гематит вохристий (землиста відміна гематиту червоного кольору);
- гематит глинистий (суміш глини з оксидами заліза);
- гематит чорний (псиломелан);
- гематит яшмовий (яшмоподібний гематит);
- гематитогеліт (колоїдно-дисперсна відміна гематиту; зустрічається у бокситах);
- гідрогематит — гематит, що містить невизначену кількість води;
- кривавик — щільний натічний, ниркоподібний різновид гематиту («червона скляна голова»);
- «залізна троянда» — концентричні агрегати пластинчастих кристалів гематиту;
- мартит — псевдоморфоза гематиту по магнетиту.

## Застосування
Гематит широко використовується в багатьох областях людської діяльності: ювелірній справі, будівництві, виробництві чавуну. Гематит входить до складу залізистого обважнювача бурових розчинів. Різновид гематиту — кривавик використовують як виробне каміння, а також для полірування виробів із золота. Залізна руда.

## Гематит— чавун
Низькофосфористий (до 0,1 %) ливарний чавун, що його виплавляють переважно із червоного залізняку.